# Ville-sur-Lumes
Ville-sur-Lumes är en kommun i departementet Ardennes i regionen Grand Est (tidigare regionen Champagne-Ardenne) i nordöstra Frankrike. Kommunen ligger  i kantonen Villers-Semeuse som ligger i arrondissementet Charleville-Mézières. År 2022 hade Ville-sur-Lumes 529 invånare.

## Befolkningsutveckling
Antalet invånare i kommunen Ville-sur-Lumes
Referens: INSEE